# كازوماسا يوشيدا
كازوماسا يوشيدا (باليابانية: 吉田一将؛ بالكانا: よしだ かずまさ) هو لاعب كرة قاعدة ياباني، ولد في 24 سبتمبر 1989 في كاشيهارا في اليابان.

## وصلات خارجية
- كازوماسا يوشيدا على موقع الدوري الياباني لكرة القاعدة (الإنجليزية)
- كازوماسا يوشيدا على موقعبيزبول رفرنس.كوم (الدوري الثانوي) (الإنجليزية)